# Henry Honychurch Gorringe

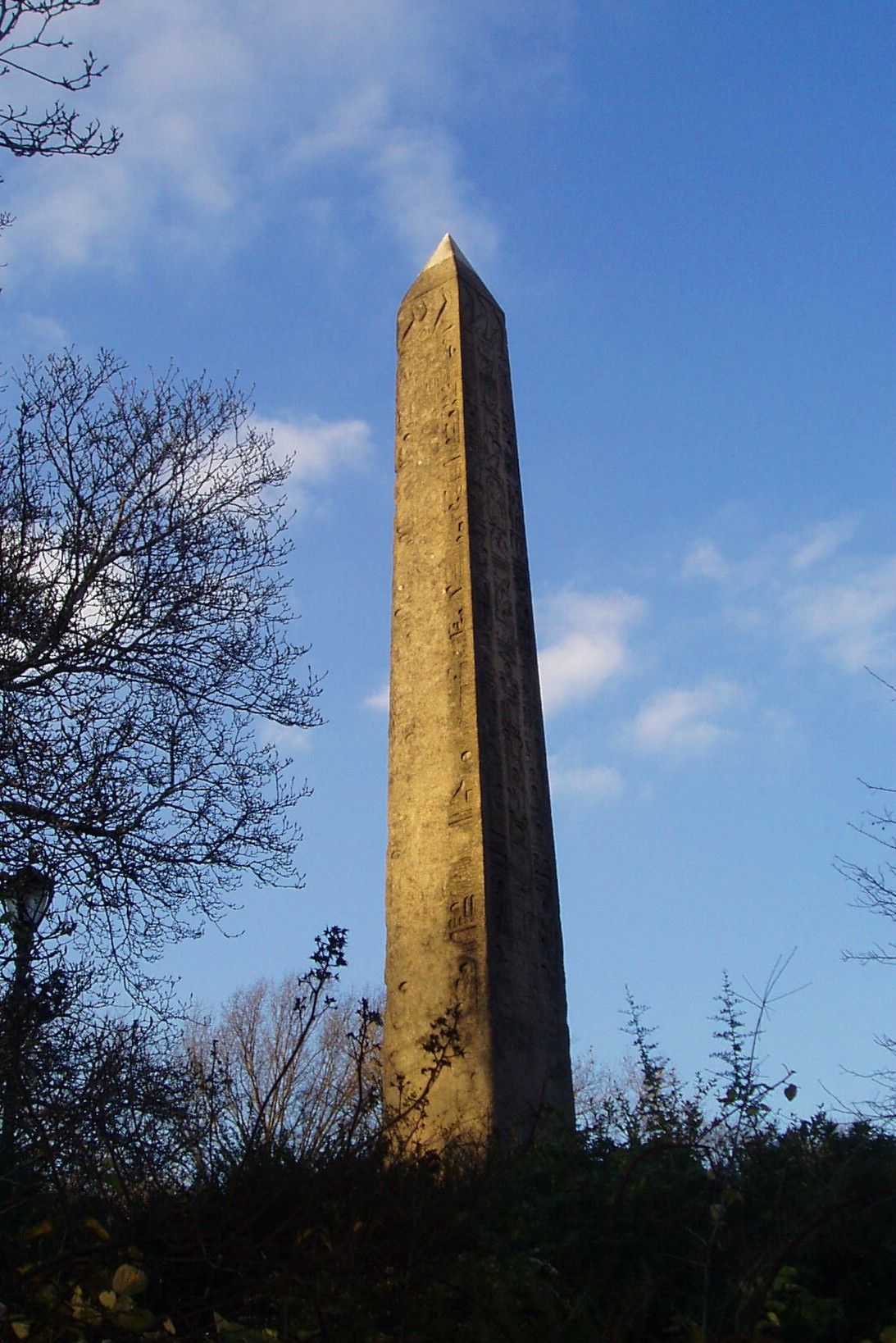
Agulha de Cleópatra (Cleopatra's Needle) no Central Park, New York City.

Henry Honychurch Gorringe (Barbados, 11 de agosto de 1841 — New York City, 7 de julho de 1885) foi um oficial da marinha dos Estados Unidos que alcançou o reconhecimento nacional por ter concluído com êxito a remoção da Agulha de Cleópatra de Alexandria, no Egipto, para o Central Park, na Cidade de Nova Iorque. O seu nome serve de [8epónimo]] ao Banco de Gorringe, localizado a WSW do cabo de São Vicente, cerca de 120 km ao largo da costa algarvia, descoberto durante um cruzeiro do USS Gettysburg, um navio norte-americano de que era o comandante.

## Biografia
Henry Honychurch Gorringe nasceu em Barbados, então parte colónia britânica das British Windward Islands, a 11 de agosto de 1841, onde o seu pai serviu como reitor na catedral anglicana de São Miguel (Cathedral Church of Saint Michael and All Angels),de Bridgetown. O jovem Henry mudou-se para os Estados Unidos ainda muito jovem, empregando-se na marinha mercante.
Durante a Guerra Civil Americana, alistou-se na Marinha da União, entrando ao serviço em 13 de julho de 1862, com o posto de mate, servindo na Esquadra do Mississipi. Foi promovido a alferes interino em 1 de outubro de 1862, a mestre interino em 26 de setembro de 1863, a tenente voluntário interino em 27 de abril de 1864 e a capitão-tenente voluntário interino em 10 de julho de 1865. Gorringe optou por permanecer na Marinha depois da guerra, recebendo uma comissão regular como tenente em 12 de março de 1868, e foi promovido a capitão-tenente em 18 de dezembro de 1868.
Gorringe descobriu a cordilheira submarina atualmente conhecida como Banco Gorringe em 1875, quando comandava o navio de exploração USS Gettysburg. Nesse mesmo ano, compilou um livro sobre a exploração do Rio da Prata, publicado pela U.S. Hydrographic Office. Serviu no Mediterrâneo em 1876-1878.
Em 1879, Gorringe apresentou um pedido de contrato para a deslocação do obelisco de Tutemósis III desde Alexandria, no Egipto, para o Central Park de New York. O seu plano era o único completo e, em agosto de 1879, foi-lhe concedido o contrato, pelo qual receberia 75 000 dólares.
Gorringe e o seu assistente, Seaton Schroeder, partiram para a Europa para comprar materiais e depois foram para Alexandria para deslocar o obelisco. Enquanto esteve no Egipto, Gorringe deparou-se com obstruções diplomáticas de países europeus, problemas técnicos e obstruções das autoridades locais. Conseguiu ultrapassá-los a todos e partiu com sucesso de Alexandria a 12 de junho de 1880. Chegaram a Staten Island a 20 de julho, dentro do prazo previsto.
Gorringe teve de construir um caminho de ferro especial para transportar o obelisco de 200 toneladas dos estaleiros junto ao porto para o Central Park. O monumento foi finalmente eregido a 22 de janeiro de 1881. Nesse mesmo ano, Gorringe foi eleito membro da American Philosophical Society.
Gorringe estabeleceu relações de amizade com o então jovem político Theodore Roosevelt. Gorringe escreveu a obra intitulada Egyptian Obelisks, um livro sobre a expedição para obter o obelisco de Cleópatra e um estudo dos outros obeliscos instalados em Paris e Londres. Demitiu-se da Marinha em 21 de fevereiro de 1883.
Faleceu a 7 de julho de 1885, na sequência de um acidente sofrido no inverno anterior, quando embarcava num comboio em movimento (a Scientific American assinala que as complicações se deveram a lesões na coluna vertebral provocadas pelo salto de um comboio em movimento). Os seus amigos ergueram uma cópia em miniatura da Agulha de Cleópatra sobre a sepultura de Gorringe. Está enterrado no Cemitério de Rockland, em Sparkill, Nova Iorque.